# Charles Clapp
Charles Elmer Clapp, III (* 11. Januar 1959 in Providence) ist ein ehemaliger Ruderer aus den Vereinigten Staaten. Er war mit dem Achter Olympiazweiter 1984 und Weltmeisterschaftsdritter 1981.

## Karriere
Der 1,96 m große Charles Clapp studierte und ruderte an der University of Washington. Bei den Weltmeisterschaften 1981 in München siegte der Achter aus der Sowjetunion vor den Briten und dem Achter aus den Vereinigten Staaten in der Besetzung Daniel Lyons, John Zevenbergen, Thomas Kiefer, James McDougall, John Phinney, David Clark, Charles Clapp, Matthew Labine und Steuermann Seth Bauer. Das Boot aus den USA hatte anderthalb Sekunden Rückstand auf die Briten und über vier Sekunden Vorsprung auf das viertplatzierte Boot aus der DDR. Bei den Weltmeisterschaften 1982 in Luzern erreichte Clapp mit dem Achter den vierten Platz hinter den Booten aus Neuseeland, der DDR und der Sowjetunion. Im Jahr darauf belegte der Achter den siebten Platz bei den Weltmeisterschaften 1983 in Duisburg.
Von den sechs erstplatzierten Booten von 1983 waren die Weltmeister aus Neuseeland, die drittplatzierten Australier und die fünftplatzierten Franzosen auch bei den Olympischen Spielen 1984 in Los Angeles am Start, die Boote aus der DDR, der UdSSR und der Tschechoslowakei fehlten wegen des Olympiaboykotts. Der US-Achter in der Besetzung Walter Lubsen, Andrew Sudduth, John Terwilliger, Christopher Penny, Thomas Darling, Fred Borchelt, Charles Clapp, Bruce Ibbetson und Steuermann Robert Jaugstetter gewann in Los Angeles seinen Vorlauf, den anderen Vorlauf gewannen die Neuseeländer. Im Finale siegten die Kanadier mit vier Zehntelsekunden Vorsprung vor dem Boot aus den Vereinigten Staaten und den Australiern, die Neuseeländer erreichten nur den vierten Platz.
Clapp graduierte 1981 an der University of Washington und machte später seinen MBA an der  American Graduate School of International Management. Er arbeitete im Finanzsektor und gründete schließlich seine eigene Vermögensverwaltungsfirma.
Sein älterer Bruder Eugene Clapp gewann bei den Olympischen Spielen 1972 Silber mit dem Achter.